# Lajos Csordás
Lajos Csordás (ur. 26 października 1932 w Budafok, zm. 5 kwietnia 1968 w Budapeszcie) – piłkarz węgierski grający na pozycji napastnika. W swojej karierze rozegrał 19 meczów w reprezentacji Węgier, w których strzelił 8 goli.

## Kariera klubowa
Swoją karierę piłkarską Csordás rozpoczynał w klubie Budafoki MTE. Następnie odszedł do Vasasu Budapeszt i w nim też zadebiutował w sezonie 1950 w pierwszej lidze węgierskiej. Wraz z Vasasem trzykrotnie został mistrzem Węgier w latach 1957, 1961 i 1962. W 1955 roku zdobył z nim Puchar Węgier, a w latach 1956, 1957, 1960 i 1962 – Puchar Mitropa. W 1962 roku odszedł do Csepelu Budapeszt i w 1963 roku zakończył w nim swoją karierę.

## Kariera reprezentacyjna
W reprezentacji Węgier Csordás zadebiutował 4 maja 1952 roku w zremisowanym 1:1 towarzyskim meczu ze Związkiem Radzieckim. W tym samym roku zdobył z Węgrami złoty medal na igrzyskach olimpijskich w Helsinkach. W 1954 roku został powołany do kadry na mistrzostwa świata w Szwajcarii, na których Węgry wywalczyły wicemistrzostwo świata. Na mundialu był rezerwowym i nie rozegrał żadnego spotkania. Od 1952 do 1959 roku rozegrał w kadrze narodowej 19 meczów, w których strzelił 8 goli.
| Mecze i gole w reprezentacji | Mecze i gole w reprezentacji | Mecze i gole w reprezentacji | Mecze i gole w reprezentacji | Mecze i gole w reprezentacji | Mecze i gole w reprezentacji | Mecze i gole w reprezentacji |
| #                            | Data                         | Stadion                      | Rywal                        | Wynik                        | Gol                          | Rozgrywki                    |
| 1952                         | 1952                         | 1952                         | 1952                         | 1952                         | 1952                         | 1952                         |
| ---------------------------- | ---------------------------- | ---------------------------- | ---------------------------- | ---------------------------- | ---------------------------- | ---------------------------- |
| 1.                           | 04.05.1952                   | Moskwa, ZSRR                 | ZSRR                         | 1:1                          | 0                            | towarzyski                   |
| 2.                           | 27.05.1952                   | Moskwa, ZSRR                 | ZSRR                         | 1:2                          | 0                            | towarzyski                   |
| 3.                           | 21.07.1952                   | Helsinki, Finlandia          | Włochy                       | 3:0                          | 0                            | IO 1952                      |
| 4.                           | 24.07.1952                   | Kotka, Finlandia             | Turcja                       | 8:1                          | 0                            | IO 1952                      |
| 1953                         |                              |                              |                              |                              |                              |                              |
| 5.                           | 04.10.1953                   | Praga, Czechosłowacja        | Czechosłowacja               | 5:1                          | 2                            | towarzyski                   |
| 6.                           | 11.10.1953                   | Wiedeń, Austria              | Austria                      | 3:2                          | 1                            | towarzyski                   |
| 1954                         |                              |                              |                              |                              |                              |                              |
| 7.                           | 12.02.1954                   | Kair, Egipt                  | Egipt                        | 3:0                          | 0                            | towarzyski                   |
| 1955                         |                              |                              |                              |                              |                              |                              |
| 8.                           | 08.05.1955                   | Oslo, Norwegia               | Norwegia                     | 5:0                          | 0                            | towarzyski                   |
| 9.                           | 11.05.1955                   | Sztokholm, Szwecja           | Szwecja                      | 7:3                          | 0                            | towarzyski                   |
| 10.                          | 15.05.1955                   | Kopenhaga, Dania             | Dania                        | 6:0                          | 0                            | towarzyski                   |
| 11.                          | 19.05.1955                   | Helsinki, Finlandia          | Finlandia                    | 9:1                          | 2                            | towarzyski                   |
| 1956                         |                              |                              |                              |                              |                              |                              |
| 12.                          | 19.02.1956                   | Stambuł, Turcja              | Turcja                       | 3:1                          | 0                            | towarzyski                   |
| 13.                          | 29.02.1956                   | Bejrut, Liban                | Liban                        | 4:1                          | 0                            | towarzyski                   |
| 1957                         |                              |                              |                              |                              |                              |                              |
| 14.                          | 10.11.1957                   | Budapeszt, Węgry             | Norwegia                     | 5:0                          | 2                            | el. MŚ 1958                  |
| 15.                          | 22.12.1957                   | Hanower, RFN                 | RFN                          | 0:1                          | 0                            | towarzyski                   |
| 1958                         |                              |                              |                              |                              |                              |                              |
| 16.                          | 14.09.1958                   | Chorzów, Polska              | Polska                       | 3:1                          | 1                            | towarzyski                   |
| 17.                          | 28.09.1958                   | Moskwa, ZSRR                 | ZSRR                         | 1:3                          | 0                            | el. ME 1960                  |
| 18.                          | 23.11.1958                   | Budapeszt, Węgry             | Belgia                       | 3:1                          | 0                            | towarzyski                   |
| 1959                         |                              |                              |                              |                              |                              |                              |
| 19.                          | 01.05.1959                   | Drezno, NRD                  | NRD                          | 1:0                          | 0                            | towarzyski                   |